# Марисоль (певица и актриса)
Марисо́ль (исп. Marisol; настоящее имя Хосе́фа (уменьшит. Пе́па) Фло́рес Гонса́лес, исп. Josefa Flores González; род. 4 февраля 1948) — испанская певица и актриса, звёздный ребёнок 1960-1962-го годов.
В 1960-е годы играла главную роль девочки и девушки Марисоли в большом количестве музыкальных кинофильмов. Эти фильмы имели оглушительный успех. Став известной, снимаясь у таких режиссёров, как Марио Камус, Хуан Антонио Бардем, Карлос Саура; сначала как Марисоль, потом начав использовать своё настоящее имя Пепа Флорес. Будучи коммунисткой, была активна в политике, хотя в Коммунистическую партию Испании не вступила. В середине 80-х годов отошла от артистической деятельности.
16 мая 1969 года она вышла замуж за своего продюсера Карлоса Гоянеса Перохо. Они расстались в 1972 году.
В 1973 году она познакомилась с танцором Антонио Гадесом, в их союзе родились три дочери. Ныне Мария Эстеве, старшая, — актриса, а Селия Флорес, младшая, — певица поп-фламенко. После её развода с первым мужем они поженились с Гадесом в 1982 году на Кубе, и их посаженными родителями были Фидель Кастро и Алисия Алонсо.
После развода с Антонио Гадесом в 1986 году Марисоль отдалилась и от всякой политической деятельности. В настоящее время живёт вне публичной жизни в своём родном городе Малаге и редко общается с прессой.

## Фильмография

### Кино

#### Детский период
- Un rayo de luz (1960) — Marisol D’Angelo
- Ha llegado un ángel (1961) — Marisol Gallardo
- Tómbola (1962) — Marisol

#### Взрослый период
- Marisol rumbo a Río (1963) — Marisol / Mariluz
- La nueva Cenicienta (1964) — Marisol Echerry
- La historia de Bienvenido (1964) — Marisol
- Búsqueme a esa chica или Los novios de Marisol (1964) — Marisol
- Cabriola (1965) — Chica
- Las cuatro bodas de Marisol (1967) — Marisol Collado
- Solos los dos (1968) — Marisol

- Carola de día, Carola de noche (1969) — Carola Jungbunzlav
- El taxi de los conflictos (1969) — В роли себя самой / Patricia
- Urtain, el rey de la selva…o así (1969)
- La corrupción de Chris Miller (1972) — Chris Miller
- La chica del Molino Rojo (1973) — María Marcos
- El poder del deseo (1975) — Juna (Justina) / Catalina
- Los días del pasado (1978) — Juana
- Кровавая свадьба (1981) — Marisol
- Carmen (1983) — Pepa Flores (как Пепа Флорес)
- Caso cerrado (1985) — Isabel (как Пепа Флорес)

### Телевидение

#### Многосерийные телефильмы
- Proceso a Mariana Pineda (5-серийный фильм, ноябрь—декабрь 1984) — Mariana Pineda (как Пепа Флорес)
- Marisol, la película (двухсерийный фильм, рассказывающий о жизни Марисоль с рождения до разрыва с Карлосом Гоянесом, Antena 3, 23—24 марта 2009).

## Награды
- 1960 — Лучший ребёнок-актёр Венецианского международного кинофестиваля
- 1972 — 3-е место песенного фестиваля OTI за песню «Niña»
- 1978 — Лучшая актриса кинофестиваля в Карловых Варах за фильм «Los días del pasado» режиссёра Марио Камуса[7]
- 2020 — Goya of Honor, награда Испанской киноакадемии

## Дискография
С 1960 по 1983 записала множество дисков.
См. «Anexo:Discografía de Marisol» в Википедии на испанском языке.